# 호시노 리코
호시노 리코(일본어: 星乃 莉子, 1999년 12월 22일~)는 일본의 AV 여배우이다. 《FANZA》간 발표한 2023년 연간 AV여배우 순위에서는 12위를 기록했다.